# Charles de Gaucourt
Charles (I) de Gaucourt (mort en 1482 à Paris) est un noble français du Moyen Âge, principalement employé dans l'administration militaire, notamment comme Lieutenant général et gouverneur de la ville de Paris et d'Île-de-France.

## Biographie
Charles de Gaucourt est le fils aîné de Raoul (VI) de Gaucourt († 1461/1462), seigneur de Gaucourt, etc, et de Jeanne de Preuilly († 1455), dame de Naillac, Châteaubrun et Cluis-Dessus, et frère de Jean de Gaucourt († 1468), devenu évêque de Laon et pair de France en 1460.

### Activités militaires et administratives
Il était seigneur de Gaucourt, Hargicourt, Châteaubrun (en Berry ), fief qu'il tenait de sa mère avant la mort de son père, Robais, Manicamp, fief qui lui fut donné dans sa jeunesse le 18 octobre 1448 par le précédent propriétaire en échange d'un usufruit à vie, seigneur également de Naillac, Florac et Audivier, ainsi que vicomte d'Acy. Vers 1450/1453, il fut premier chambellan du roi Charles VII.
Louis XI l'adoube chevalier le 15 août 1461 à l'occasion de son couronnement à Reims. Le 7 mars 1464, il l'envoie en Berry pour administrer le duché après la retraite de Charles de Valois, duc de Berry, en Bretagne. Le 27 octobre 1465, il devient capitaine de Chinon, Rouen et Gisors, succédant à son père. Vers le 30 juin 1469 il devient capitaine et châtelain de Vierzon, en remplacement de Rouen et Gisors, que Louis XI a donné désormais à d'autres.
Il fut conseiller royal et chambellan, bailli et gouverneur de Picardie, devenant lieutenant-général et gouverneur de Paris et Île-de-France par commission le 21 janvier 1472 (pour Jacques de Villiers de L'Isle-Adam, décédé le 25 avril 1472), et le 11 avril 1472, bailli d'Amiens avec ordre de remettre la ville en état de défense.
Le 25 décembre 1472, il reçoit du roi les biens confisqués d'Hélène de Melun, veuve de Charles d'Artois († 1472), pour lesquels il doit plaider contre les héritiers de la veuve. Le 10 juin 1474, il reçoit de même la propriété de François de Chamborant, seigneur de Chamborand et de Lavau.

### Postérité
La présence de la famille de Gaucourt dans l’administration royale se prolongea par les frères de Charles : Jean et Louis occupèrent successivement l’évêché d’Amiens, Jean également celui de Laon, preuve de l'ancrage durable de la maison de Gaucourt dans aussi bien dans les sphères de pouvoir politiques que religieuses. Jean de Gaucourt, protonotaire apostolique dès 1471, fut nommé évêque en 1474, et Louis lui succéda en 1476.
Enfin, son inhumation à l’église Saint-Jean-en-Grève, ancienne paroisse noble de Paris, où son nom figure parmi les grands serviteurs de la monarchie inhumés dans cette église, témoigne du prestige qui lui fut attribué.

## Mariage et famille
Charles de Gaucourt épouse Colette de Vaux (* 1434 ; † avant 1471), proche d'Antoinette de Maignelais, une favorite de Charles VII, peut-être fille de Jean de Vaux, seigneur de Saintines (ou Saint-Yves), et de Jeanne Le Bouteiller, par contrat de mariage en date des 8 et 15 octobre 1454. De cette union naîtront, :
- Charles (II) de Gaucourt, seigneur de Gaucourt, Boesses, Châteaubrun, Naillac et Florac, vicomte d'Acy, de Cluys-Dessus et de Gournay : marié (1) vers 1470 avec Anne de Bar, fille de Jean de Bar, seigneur de Baugy et de la Guerche ; marié (2) le 20 février 1498 avec Marguerite de Blanchefort, fille de Jean de Blanchefort, seigneur de Saint-Clément, et d'Andrée de Noroy ( Maison de Blanchefort )
- Jean de Gaucourt († juin 1476), protonotaire apostolique, 1471 archidiacre de Laon, 1474 évêque d'Amiens
- Louis de Gaucourt († 1485), qui succède à son frère Jean comme évêque d'Amiens en 1476
- François de Gaucourt († après 1483), chevalier
- Anne de Gaucourt (* vers 1460 ; † après 1482) : mariée le 23 octobre 1480 avec Jean de Culant, seigneur de Châteauneuf-sur-Cher, fils de Charles de Culant, seigneur de Culant, grand maître de France, et de Belleassez de Sully
- Catherine de Gaucourt (* vers 1466 ; † après 1493) : mariée le 10 mars 1486 avec Louis d'Aubusson, seigneur de La Villeneuve, fils d'Antoine d'Aubusson, seigneur de La Villeneuve, et de Marguerite d'Aubusson
- Marguerite (alias Madeleine) de Gaucourt : mariée par contrat de mariage du 12 février 1483 avec Pierre du Puy, seigneur du Mez et de Vatan, bailli et gouverneur du Berry, fils de Gilbert du Puy, seigneur de Vatan et Barmont
- Jeanne de Gaucourt : mariée avec Jean de Saint-Avit
- Marguerite de Gaucourt : mariée par contrat de mariage du 17 août 1522 avec Pierre Pérotin, seigneur de Beauvais-en-Touraine

Charles de Gaucourt meurt à Paris en 1482, il est inhumé dans l'église Saint-Jean-en-Grève.